# Ramos Maxanches
Ramos Saozinho Ribeiro Maxanches (* 12. April 1994 in Aileu, Osttimor), auch in der Schreibweise Ramos Maxanches oder kurz Ramos bekannt, ist ein osttimoresischer Fußballspieler auf der Position des Torhüters. Er ist ehemaliger osttimoresischer Nationalspieler und aktuell für den Hauptstadtklub AS Ponta Leste aktiv.

## Karriere

### Verein
Maxanches begann seine Profikarriere 2015 im osttimoresischen Verein FC Porto Taibesse. In der Saison 2016 erreichte er mit der Mannschaft den 3. Platz in der Nationalen Meisterschaft. Im Taça 12 de Novembro schied er bereits in der ersten Runde gegen AS Ponta Leste mit 0:3 aus. Er blieb in seiner Zeit bei den Verein jedoch ohne einen Titel. Am Ende der Saison 2016 wechselte er zum unterklassigen Verein Aviação Timor. Nach zwei Jahren kehrte er in die Liga Futebol Amadora Primeira Divisão zurück und schloss sich den Hauptstadtklub AS Ponta Leste an. Hier erreichte er in seiner Debütsaison den 4. Platz in osttimoresischen Meisterschaft. Bis heute konnte er auch bei seinen neuen Verein keinen Vereinstitel gewinnen.

### Nationalmannschaft
Sein Debüt für die osttimoresische Fußballnationalmannschaft gab Maxanches am 12. Oktober 2014, im Rahmen der Qualifikation zur Südostasienmeisterschaft gegen die Auswahl des Sultanats Brunei. Er nahm an mehreren Qualifikationsspielen zur Fußball-Weltmeisterschaft (2018) und Südostasienmeisterschaft (2014, 2016) teil, konnte jedoch keine nennenswerten Erfolge erzielen. In der Qualifikation zur Asienmeisterschaft 2019 scheiterte er mit der Mannschaft in den Playoffs gegen die Auswahl von Malaysia mit 6:0 nach Hin- und Rückspiel. Auch die zweite Runde der Playoffs gegen die Mannschaft aus Taiwan verlor er mit den Gesamtergebnis von 2:4. Seinen letzten Einsatz im Trikot der Nationalelf absolvierte Maxanches am 21. Oktober 2016, im Rahmen der Qualifikation zur Südostasienmeisterschaft 2016 gegen die Auswahl von Kambodscha. Mit 20 A-Länderspielen ist er vor Aderito Fernandes (14 A-Länderspiele) der Spieler mit den meisten Einsätzen auf der Position des Torhüters für Osttimor.